# Friedrich August Wessel

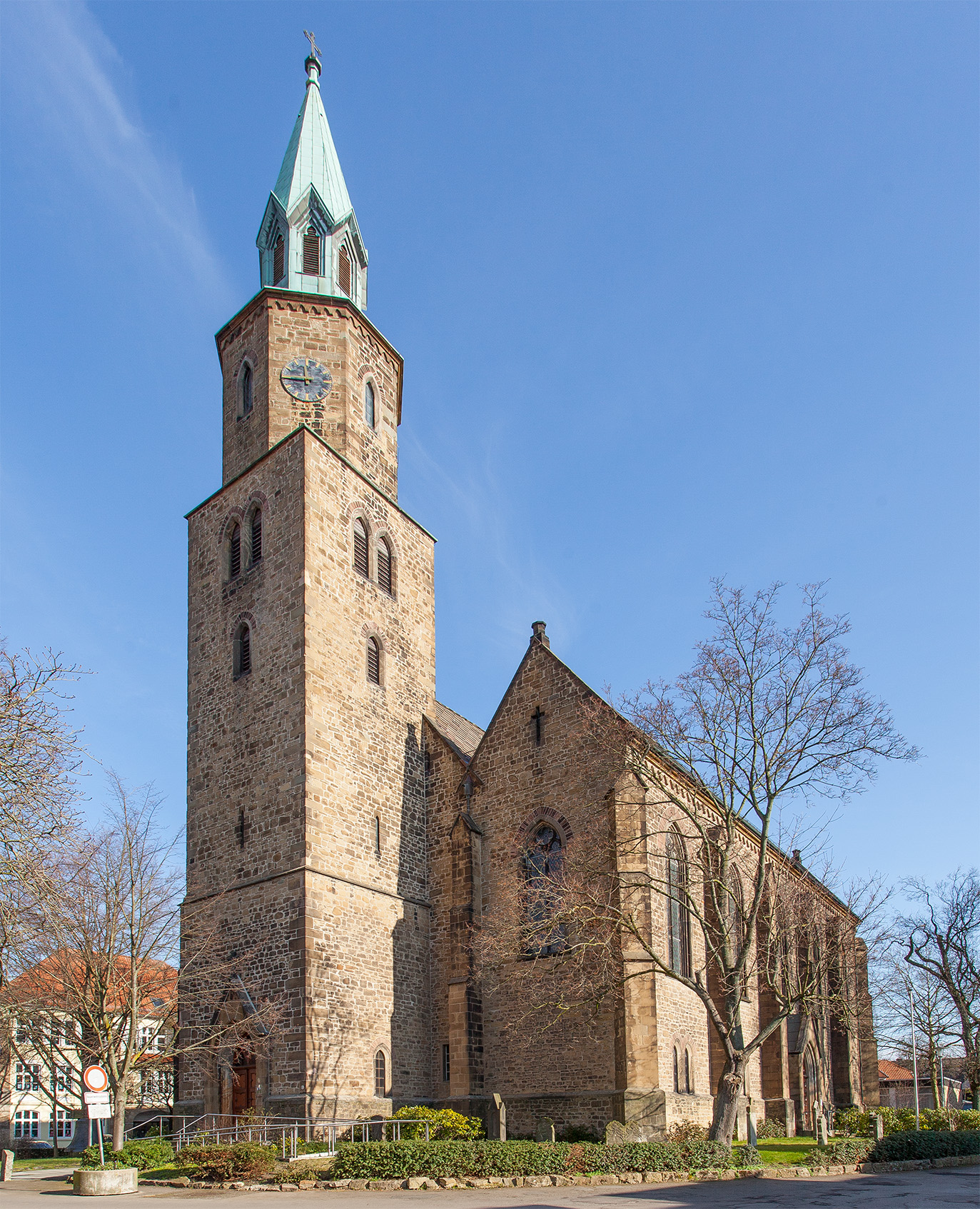
Die Evangelisch-reformierte Kilianskirche in Bad Salzuflen-Schötmar

Friedrich August Wessel, auch Weßel (* 7. Juli 1813 in Schötmar; † 5. März 1868 in Detmold) war ein deutscher Theologe und Politiker.

## Leben

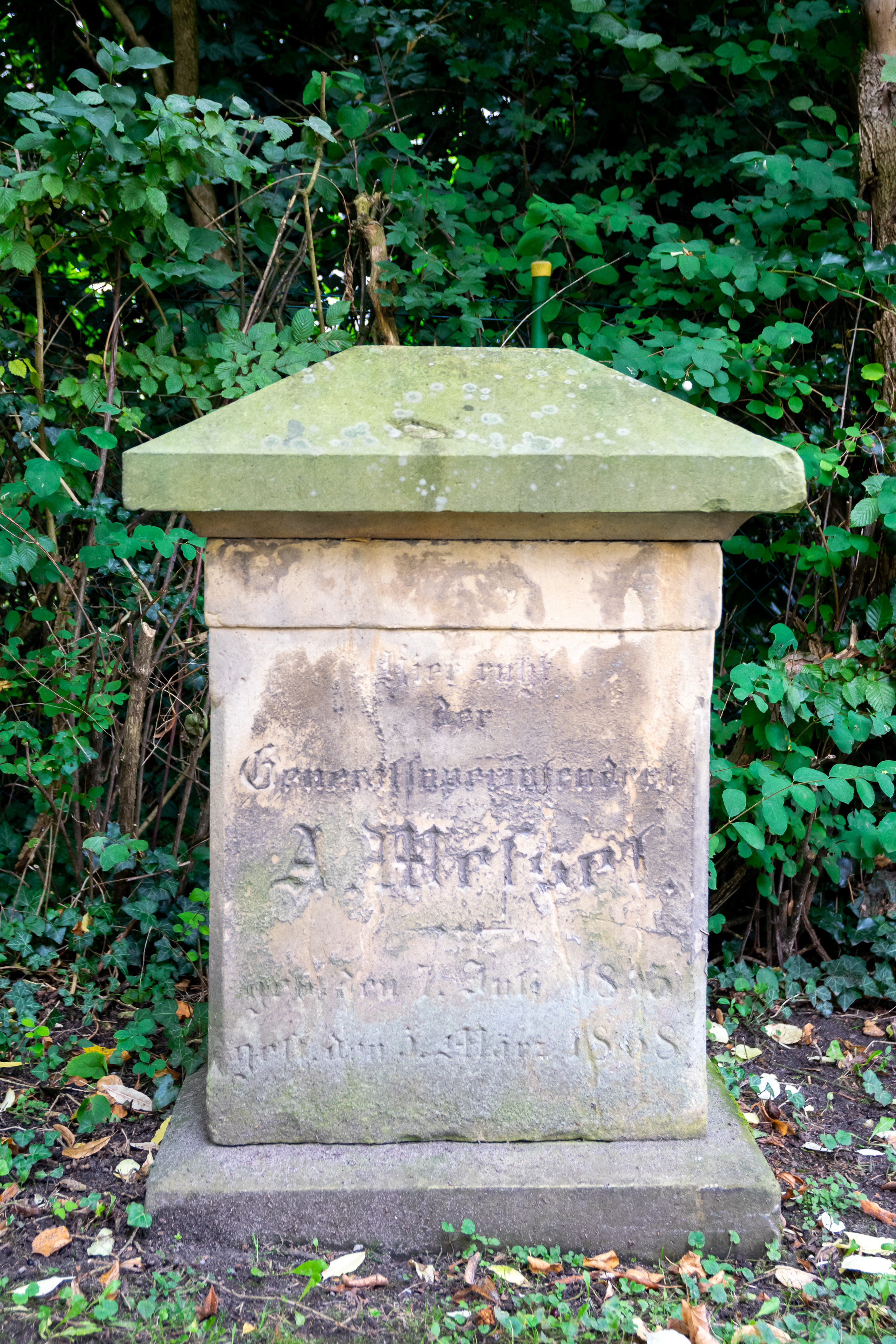
Weinbergfriedhof in Detmold; Grabstein von Friedrich August Wessel

Als Sohn eines Advokaten, Anwalts und späteren Schötmarer Amtmannes sowie als Bruder von Ludwig Weßel geboren, studierte Friedrich August Wessel Evangelische Theologie in Jena und Berlin. Während seines Studiums wurde er 1833 Mitglied der Jenaischen Burschenschaft.
Nach seinem Studium war er 1839 als Konrektor in Salzuflen tätig, bevor er 1842 Zweiter Pastor in Oerlinghausen und 1843 Kollaborator an der Kilianskirche Schötmar wurde. Nach dem Tod des dortigen Pastors Plesmann wurde Wessel Vikar und 1844 Zweiter sowie von 1864 bis 1866 Erster Pastor. 1848 war er Gründer der Stiftung Grünau (Rettungs-Anstalt für verwahrloste Knaben). Von 1849 bis 1851 war er Abgeordneter des Lippischen Landtags. Er war von 1850 bis 1854 für den Neubau der Kilianskirche in Schötmar verantwortlich. 1866 wurde er von Fürst Leopold III. zur Lippe zum Generalsuperintendenten der Lippischen Landeskirche in Detmold ernannt.
Sein Sohn August Wessel war später ebenfalls Generalsuperintendent der Lippischen Landeskirche.